# Ophiostoma ulmi

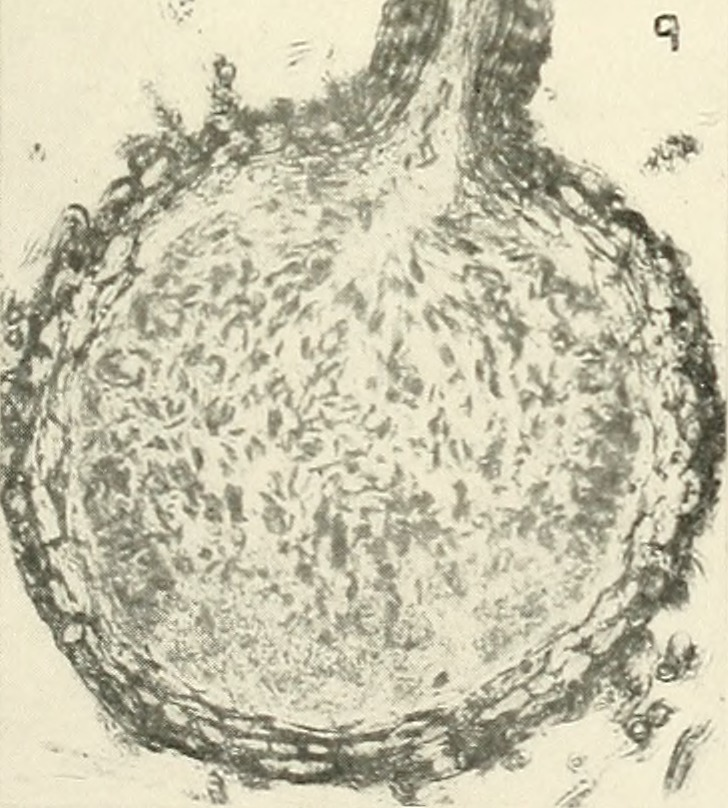
Perytecjum

Ophiostoma ulmi (Buisman) Nannf. – gatunek grzybów z rodziny Ophiostomataceae.

## Systematyka i nazewnictwo
Pozycja w klasyfikacji według Index Fungorum: Ophiostoma, Ophiostomataceae, Ophiostomatales, Diaporthomycetidae, Sordariomycetes, Pezizomycotina, Ascomycota, Fungi.
Po raz pierwszy takson ten zdiagnozowała w 1932 r. Christine Johanna Buisman nadając mu nazwę Ceratostomella ulmi. Obecną, uznaną przez Index Fungorum nazwę nadał mu w 1932 r. John Axel Nannfeldt, przenosząc go do rodzaju Ophiostoma.
Synonimy:
- Ceratocystis ulmi (Buisman) C. Moreau 1952
- Ceratostomella ulmi Buisman 1932
- Graphium ulmi M.B. Schwarz 1922
- Pesotum ulmi (M.B. Schwarz) J.L. Crane & Schokn. 1973

## Morfologia
Perytecja dość często występują na martwych wiązach, pod ich korą lub w szczelinach kory. Są kuliste, mają średnicę 90–135 μm, smukłą szyję o długości 170–350 μm, w otworze szczytowym, której znajdują się liczne i bezbarwne strzępki o długości 30 μm i szerokości 2 μm. Podstawa szyjki ma średnicę 16–24 μm, a wierzchołek 11–16 μm. Worki rozpadają się po dojrzeniu bezbarwnych askospor. Mają one półksiężycowaty kształt i rozmiar 4,5–6 × 1,5 μm. Grzybnia jest filcowata, początkowo ma barwę od jasnożółtej do brązowej, potem, gdy zaczyna się rozwijać koremium staje się coraz ciemniejsza: ciemnoszara, szarawo-brązowa i czarna. Często strzępki w liczbie 2–10 rozwijają się równolegle obok siebie, tworząc pasma. Grzybnia powietrzna wytwarza masy konidiów. Czas ich wytwarzania wynosi 24 godz. Występują konidiofory dwóch typów:
- o prostych komórkach ułożonych szeregowo. Ostatnia z nich wytwarza masę konidiów na krótkiej sterygmie lub z bocznego poru
- budujących koremium. W tym celu 3–20 konidioforów w dolnej części zlepionych, górą rozdziela się i wachlarzowato rozszerza się.

Konidia bezbarwne, o kształcie nieco zmiennym, od jajowatego do elipsoidalnego, i rozmiarach 6,5–14 × 2–3 μm. Zlepione są z sobą śluzem, tworząc zlepek o średnicy do 200 μm.
Opihiostoma ulmi jest grzybem dymorficznym; oprócz formy strzępkowej tworzy także formę drożdżową, której blastospory rozprzestrzeniają się w drzewie za pomocą sieci ksylemu

## Występowanie
Prawdopodobnie pochodzi z Azji, choć nie zostało to w pełni potwierdzone. Gatunek inwazyjny w Europie (od ok. 1910 r.), Ameryce Płn. (od ok. 1930 r.) i innych regionach (np. na Nowej Zelandii).

## Znaczenie
Pasożyt przenoszony przez chrząszcza ogłodka wiązowca (Scolytus scolytus). Pasożytuje na drzewach z rodzaju wiąz (Ulmus) (wiąz szypułkowy, wiąz górski, wiąz amerykański, wiąz drobnolistny, U. rubra, U. crassifolia, U. thomasii). Jego strzępki przerastają naczynia i inne tkanki tamując przepływ wody w roślinie, co prowadzi do jej śmierci. Ceratocystis ulmi wywołuje chorobę o nazwie holenderska choroba wiązu, którą występuje w Ameryce Północnej i w Europie.